# أنتوني فنسنت جينوفيز
أنتوني فنسنت جينوفيز (بالإنجليزية: Anthony Vincent Genovese)‏ هو مهندس معماري أمريكي، ولد في 30 مارس 1932 في يونيون سيتي في الولايات المتحدة.